# Logica aletica
La logica aletica o modalità aletica (ἀλήθεια, trasl. aletheia= verità) è una modalità linguistica che esprime il valore di necessità logica, contingenza, possibilità o impossibilità attribuita dal parlante alle proprie locuzioni.
La modalità aletica è spesso associata alla modalità epistemica che denota la valutazione o il giudizio di verità da parte dell'interlocutore. La critica afferma che non c'è alcuna reale differenza tra "la verità nel mondo" (aletica) e "la verità nella mente di un individuo" (epistemica).  La ricerca non ha trovato un unico linguaggio in cui si distinguano formalmente modalità aletiche ed epistemiche, ad esempio per mezzo di un modo grammaticale. Nella proposizione "Un cerchio non può essere quadrato", l'espressione "non può essere" è espressa da una modalità aletica, mentre nella proposizione "Non può essere così ricco" l'espressione "non può essere" sarebbe espressa da una modalità epistemica. Come si può osservare, la distinzione fra modalità aletica ed epistemica non è tracciata nella grammatica italiana e in quella inglese.